# Rigspolitiets Rejsehold
 For alternative betydninger, se Rejseholdet (flertydig). (Se også artikler, som begynder med Rejseholdet)
 Der er for få eller ingen kildehenvisninger i denne artikel, hvilket er et problem. Du kan hjælpe ved at angive troværdige kilder til de påstande, som fremføres i artiklen.

Rigspolitiets Rejsehold, Rigspolitichefens Rejsehold, Rigspolitiets Rejseafdeling eller i daglig tale, Rejseholdet var en særlig afdeling og politienhed, der blev nedlagt som selvstændig afdeling hos Rigspolitiet 31. marts 2002. Afdelingen har i mange år været kendt som Dansk Politis efterforskningsmæssige flagskib og kendt i den brede offentlighed for hovedsageligt dens efterforskning af svære drabssager .

## Organisation & Struktur
Rigspolitiets Rejsehold var en assistanceenhed, hvis opgave det var at assistere Danmarks politikredse (Politikreds 9-54) samt politiet i Grønland og på Færøerne med vanskelige efterforskninger. Bl.a. derfor har Rejseholdet også været kendt som “Det Danske FBI” i offentligheden og pressen 

### Rejseholdets sektioner
- A: Drabssektionen

Efterforskning af drab, kidnapning, voldtægt, børnemisbrug og grov vold
- B: Bedrageri

Efterforskning af økonomisk kriminalitet
- C: Berigelse

Efterforskning af tyveri og røveri samt miljøsager
- N: Narkosektionen

Efterforskning af nationale og grænseoverskridende narkosager
- E: Særlige Sager

Efterforskning af sager mod politifolk

### Ansatte
I midten af 90'erne var man oppe på 110 ansatte i Rigspolitiets Rejsehold, hvilket var det største antal politifolk i Rejseholdets historie.
Rejseholdet var struktureret således:
- A: Drabssektionen: 15-20 Politifolk
- B: Bedrageri: 20-25 Politifolk
- C: Berigelse: 10 Politifolk
- N: Narkosektionen: 50 Politifolk
- E: Særlige Sager: 3-5 Politifolk

## Reference
1. ↑  Rejseholdet – Rigspolitichefens Rejseafdeling | lex.dk – Den Store Danske
2. ↑  Berit Holbek Jensen (6. september 2014). "På sporet af Rejseholdet". Jydske Vestkysten.